# Reima Salonen
Reima Salonen (* 19. listopadu 1955, Taivassalo) je bývalý finský atlet, mistr Evropy v chůzi na 50 km z roku 1982.

## Sportovní kariéra
Na mistrovství světa v Malmö v roce 1976, kde se konal pouze závod na 50 kilometrů chůze (protože tato disciplína nebyla zařazena na program olympiády v Montrealu), získal bronzovou medaili. Na evropském šampionátu v roce 1978 ani na olympiádě v Moskvě o dva roky později závod na 50 km chůze nedokončil. Nejúspěšnějším se pro něj stalo mistrovství Evropy v Athénách v roce 1982 – zvítězil v chodeckém závodě na 50 km a skončil osmý na dvacetikilometrové trati. Při premiéře světového šampionátu v Helsinkách v roce 1983 obsadil na padesátikilometrové trati čtvrté místo, stejně jako o rok později na olympiádě v Los Angeles.

## Osobní rekordy
- chůze na 20 km – 1.19:52 – 1983
- chůze na 50 km – 3.42:36 – 1986